# Lamesa
Lamesa è una città della contea di Dawson, di cui ne è anche il capoluogo, nello Stato del Texas, negli Stati Uniti. Secondo il censimento del 2020, possedeva una popolazione di 8 674 abitanti.

## Geografia fisica
Secondo l'Ufficio del censimento degli Stati Uniti, ha una superficie totale di 5,01 mi² (12,98 km²).
Si trova a sud di Lubbock, nella regione del Llano Estacado.

## Storia
La città è progettata nel luglio del 1903 da Frank Connor, J. J. Lindsey, J. F. Barron ed altre persone. I nomi proposti per la nuova città erano "La Mesa" e "Lamesa", entrambi di origine spagnola, ma alla fine la scelta ricadde su quest'ultimo. Un ufficio postale è stato aperto nel 1904. Il 20 marzo 1905, Lamesa vinse le elezioni per diventare il capoluogo della contea con cinque voti a favore contro Stemmons. Poco dopo, gli abitanti di quest'ultimo centro abitato abitato si trasferirono a Lamesa, grazie anche alla cessione gratuita di lotti e all'aiuto per spostare le loro abitazioni. Il 4 agosto 1910 è stata costruita la linea ferroviaria della Santa Fe Railroad e nel 1916 divenne disponibile il servizio elettrico.

## Società

### Evoluzione demografica
Secondo il censimento del 2020, la popolazione era di 8 674 abitanti. Al precedente censimento, quello del 2010, la popolazione era di 9 422 abitanti.

### Etnie e minoranze straniere
Secondo il censimento del 2020, la composizione etnica della città era formata dal 31,32% di bianchi, il 3,41% di afroamericani, lo 0,23% di nativi americani, lo 0,58% di asiatici, lo 0,14% di altre etnie e l'1,42% di due o più etnie. Ispanici o latinos di qualunque etnia erano il 62,90% della popolazione.

## Cultura
L'istruzione nella città di Lamesa è fornita dal Lamesa Independent School District.